# Корнберг
Корнберг (њем. Cornberg) општина је у њемачкој савезној држави Хесен. Једно је од 20 општинских средишта округа Херсфелд-Ротенбург. Према процјени из 2010. у општини је живјело 1.592 становника. Посједује регионалну шифру (AGS) 6632005.

## Географски и демографски подаци
Корнберг се налази у савезној држави Хесен у округу Херсфелд-Ротенбург. Општина се налази на надморској висини од 280-315 метара. Површина општине износи 23,4 km². У самом мјесту је, према процјени из 2010. године, живјело 1.592 становника. Просјечна густина становништва износи 68 становника/km².